# Standseilbahn Ligerz–Prêles
| |                     |                                              |                      |
| Fahrplanfeld: | 2016 (früher: 1016) |                                              |                      |
| Streckenlänge: | 1.198 km            |                                              |                      |
| Spurweite: | 1000 mm (Meterspur) |                                              |                      |
| Maximale Neigung: | 400 ‰               |                                              |                      |
| Minimaler Radius: | 200 m               |                                              |                      |
| |                     |                                              |                      |
| \| \| \| Ligerz (Schiff) Schiffländte Bielersee (BSG) \| \| \| \| \| Ligerz Jurafusslinie \| \| \| \| \| Ligerz (Talstation) \| 439 m ü. M. \| \| \| \| Ligerz Pilgerweg \| 487 m ü. M. \| \| \| \| Ligerz Festi (Château) \| 577 m ü. M. \| \| \| \| \| \| \| \| \| Ehemalige Ausweichstelle \| \| \| \| \| \| \| \| \| \| \| \| \| \| \| Prêles \| 818 m ü. M. \| \| \| \| Postautolinie La Neuveville–Nods \| \| \| \| \| Tessenberg (Montagne de Diesse) \| \| |                     |                                              |                      |
| |                     | Ligerz (Schiff) Schiffländte Bielersee (BSG) |                      |
| Bahnhof quer |                     | Ligerz Jurafusslinie                         | Ligerz Jurafusslinie |
| Kopfbahnhof Streckenanfang |                     | Ligerz (Talstation)                          | 439 m ü. M.          |
| Haltepunkt / Haltestelle |                     | Ligerz Pilgerweg                             | 487 m ü. M.          |
| Haltepunkt / Haltestelle |                     | Ligerz Festi (Château)                       | 577 m ü. M.          |
| |                     |                                              |                      |
| |                     | Ehemalige Ausweichstelle                     |                      |
| Strecke |                     |                                              |                      |
| Brücke |                     |                                              |                      |
| Kopfbahnhof Streckenende |                     | Prêles                                       | 818 m ü. M.          |
| |                     | Postautolinie La Neuveville–Nods             |                      |
| |                     | Tessenberg (Montagne de Diesse)              |                      |

Die Standseilbahn Ligerz–Prêles, französisch Funiculaire Gléresse-Prêles, ist eine Standseilbahn am westlichen Seeufer des Bielersees. Sie verbindet die Dörfer Ligerz am Bielerseeufer mit Prêles am Südrand der Hochfläche des Tessenbergs, französisch Montagne de Diesse. Seit dem 18. Mai 2004 verkehrt die Standseilbahn als Windenbahn unter dem touristischen Markenname vinifuni.
Frühere Bezeichnungen waren Ligerz-Tessenberg-Bahn (LTB) und Funiculaire Gléresse-Montagne de Diesse.

## Geschichte

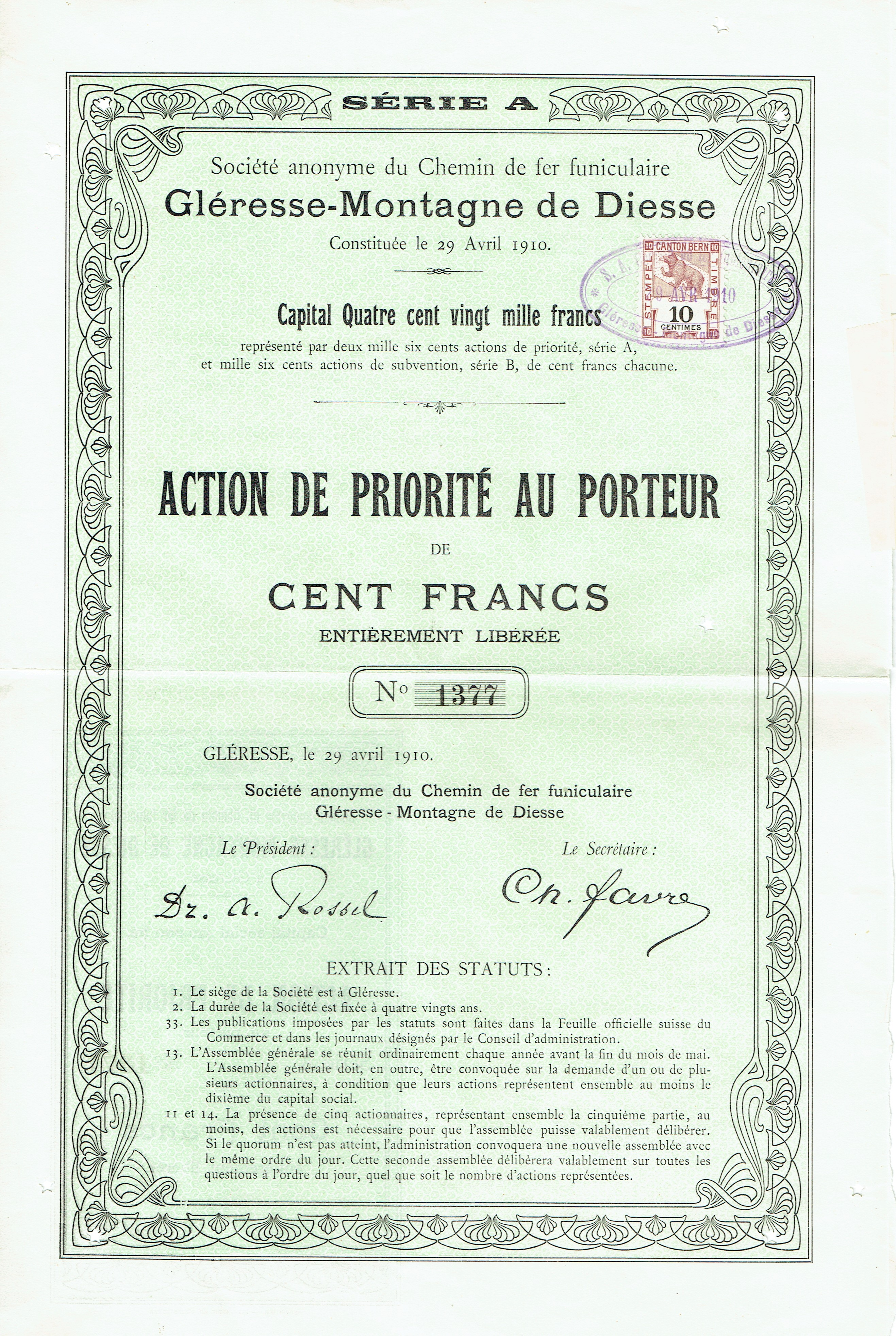
Gründeraktie der S. A. du Chemin de Fer funiculaire Gléresse-Montagne de Diesse vom 29. April 1910

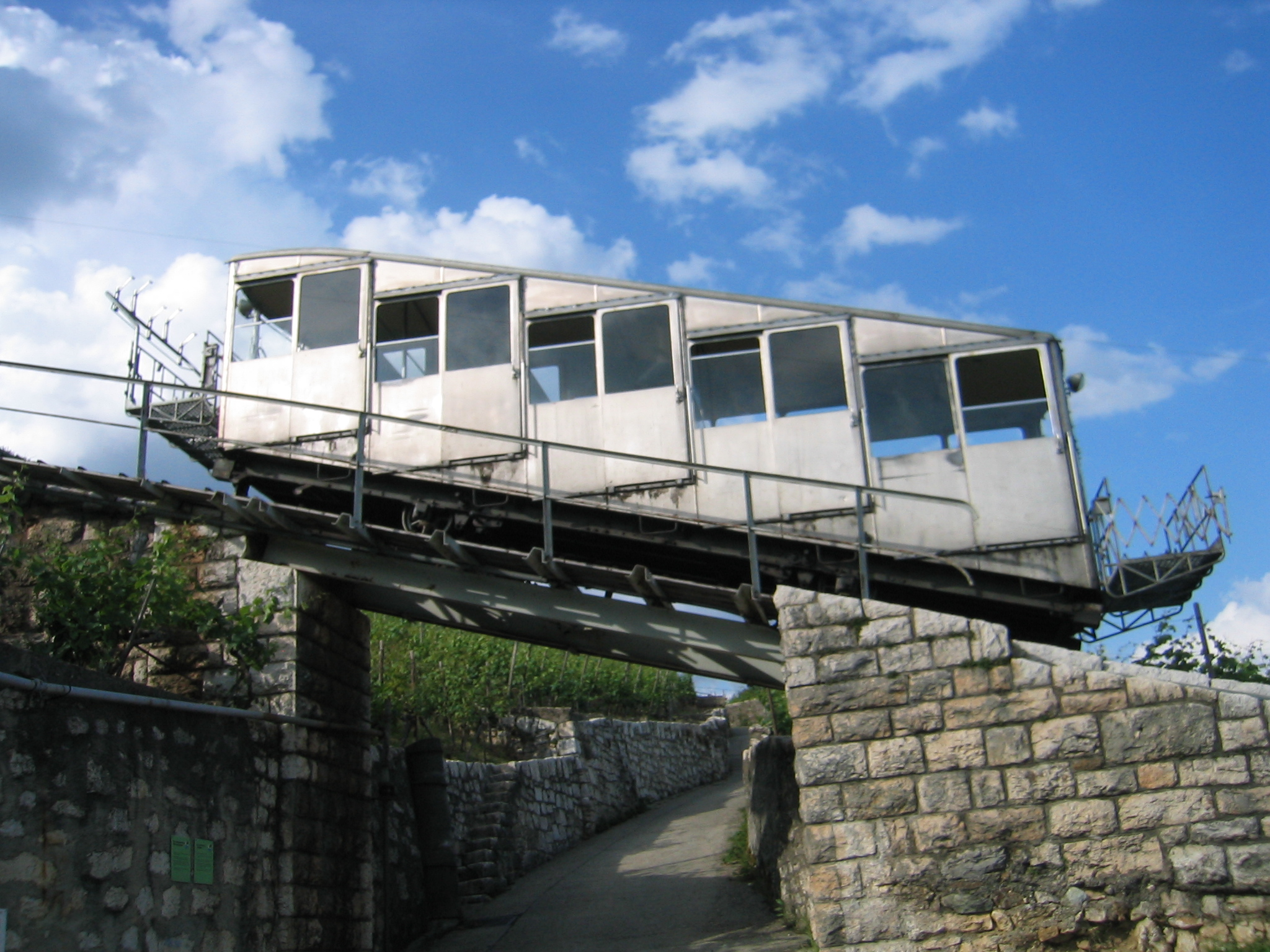
Alter Wagen

Entsprechend der Botschaft des Bundesrates erteilte im Juni 1906 die Schweizerische Bundesversammlung Froté, Westermann & Cie die Konzession zum Betrieb einer Drahtseilbahn (eventuell Zahnradbahn) von Ligerz nach Prêles für 80 Jahre. 
Die Gesellschaft Chemin de fer funiculaire Gléresse-Montagne de Diesse wurde 1910 gegründet.
Die LTB nahm am 8. Juni 1912 den Betrieb auf und beförderte bis zum Jahresende 29'950 Reisende. 1913 sank die Zahl auf 9640 Personen und erreichte im Jahre 1915 mit 7518 Passagieren das Minimum in ihrer Geschichte. Im Jahre 1929 registrierte man erstmals über 70'000 transportierte Personen. Die Zahl stieg weiter, bis 1947 das Maximum von 178'042 Passagieren erreicht wurde. Später brachte es die LTB auf durchschnittlich 70'000 Personen pro Jahr und seit 2005 werden wieder regelmässig über 100'000 Passagiere pro Jahr erreicht.

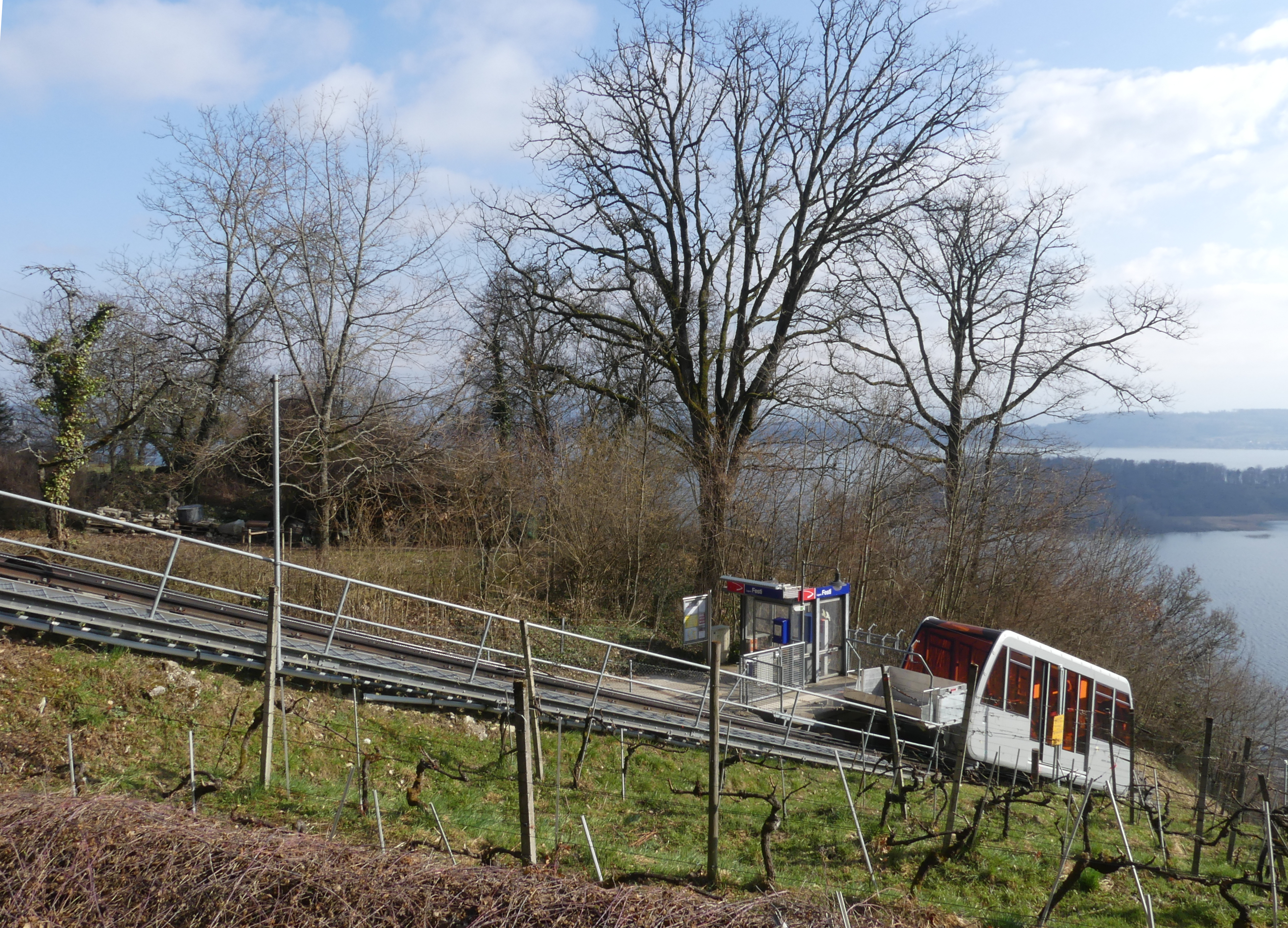
Die Haltestelle "Festi" auf halber Strecke vor dem ehemaligen Burghügel

Im ersten Betriebsjahr belief sich der Gütertransport auf 280 t. Die intensive Torfausbeutung und Entwässerung auf dem Tessenberg liess die Transporte der LTB ab 1917 in die Höhe schnellen und erreichten 1920 den Rekordwert von 4736 t. Das Volumen sank jedoch in der Folge auf durchschnittlich 1000 bis 1700 t pro Jahr, mit letzter Höchstmarke von 2339 t im Jahre 1943. Im Jahre 1989 wurde der Güterverkehr definitiv eingestellt.
1912 bestand die Bahn aus zwei Fahrzeugen in Holzkonstruktion, welche je 48 Personen Platz boten. Diese Wagen wurden 1949 durch zwei neue Aluminium-Leichtstahl-Wagen ersetzt, die je 60 Passagiere aufnehmen konnten. Ab 2004 kam mit der neuen Windenbahn nur noch ein Fahrzeug zum Einsatz, das seither 50 Personen Platz bietet. Durch Erhöhung der Fahrgeschwindigkeit von 3,3 m/s auf 5,0 m/s bleibt die Förderleistung bei 290 Personen pro Stunde auf hohem Niveau.
1971 wurden Antriebs- und Fernsteuerungen installiert, die den Maschinisten überflüssig werden liessen.
1997 änderte die Gesellschaft ihren Namen in Ligerz-Tessenberg-Bahn AG (LTB) mit französisch Chemin de fer funiculaire Gléresse-Montagne de Diesse SA (LTB).
Die Bahn gelangte zum Ende des 20. Jahrhunderts ans Ende ihrer Lebenszeit, eine Sanierung war unausweichlich. Man prüfte sogar die Umstellung auf Busbetrieb, entschied sich jedoch die Bahn beizubehalten. Da die dringend notwendige Totalsanierung die finanziellen Möglichkeiten der LTB überstieg, fusionierte sie 2003 mit der Gesellschaft Aare Seeland mobil (asm).
Nach einer halbjährigen Umbauphase, verbunden mit der Sanierung der Strecke sowie Umbauten der Tal- und Bergstationen, nahm die neue Windenbahn am 18. Mai 2004 ihren Betrieb auf. 2008 benutzten 116'782 Passagiere die Bahn.

## Technische Daten

### Neue Bahn (seit 2004)
- Talstation Ligerz-Gléresse: 437 m ü. M.
- Haltestelle Pilgerweg: 487 m ü. M.
- Haltestelle Festi/Château: 577 m ü. M.
- Bergstation Prêles: 820 m ü. M.
- Horizontale Länge (orthogonale Distanz): 1135 m
- Effektive (schräge) Länge: 1198 m
- Höhendifferenz: 382,65 m
- Kleinster Kurvenradius: 200 m
- Steigung: 23 – 40 %
- Spurweite: 1 Meter
- Fassungsvermögen des Fahrzeugs: 50 Personen
- Reisegeschwindigkeit: 5,0 m/s
- Anzahl Fahrten pro Stunde: 1 (im Sommerhalbjahr 2)